# Henry Brown Fuller
Henry Brown Fuller (Deerfield, 1867 – New Orleans, 1934) è stato un pittore statunitense.
Fu un artista stimato per i suoi quadri classicheggianti e allegorici, ma fu anche un eccellente ritrattista e un virtuoso dell'acquaforte.

## Biografia

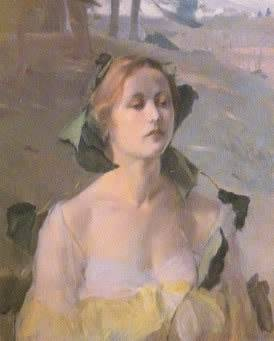
Senza titolo

Figlio del pittore tonalista George Fuller, Henry studiò con Dennis Miller Bunker alla Cowles Art School di Boston e con William Merritt Chase e Henry Siddons Mowbray alla Art Students League di New York.
Nel 1893 sposò la pittrice e miniaturista Lucia Fairchild, dalla quale ebbe due figli, Charles e Clara. Dal 1897 tutta la famiglia si trasferì nella colonia per artisti di Cornish, a Plainfield nel New Hampshire, dove egli creò i suoi quadri più noti.
Fuller soffriva di profondi stati depressivi, e questo contribuì non poco al fallimento del suo matrimonio nel 1905. Egli lasciò così la colonia di Cornish e si ritirò a vivere solo con sua madre a Deerfield, sua città natale. Morì a New Orleans (Louisiana), all'età di 67 anni.

## Opere più note
- Ritratto di Ebba Bohm, 1900
- The Triumph of Truth over Error, 1907 - Principia College, Elsah (Illinois)
- Illusions, 1910 - National Museum of American Art, Smithsonian Institution

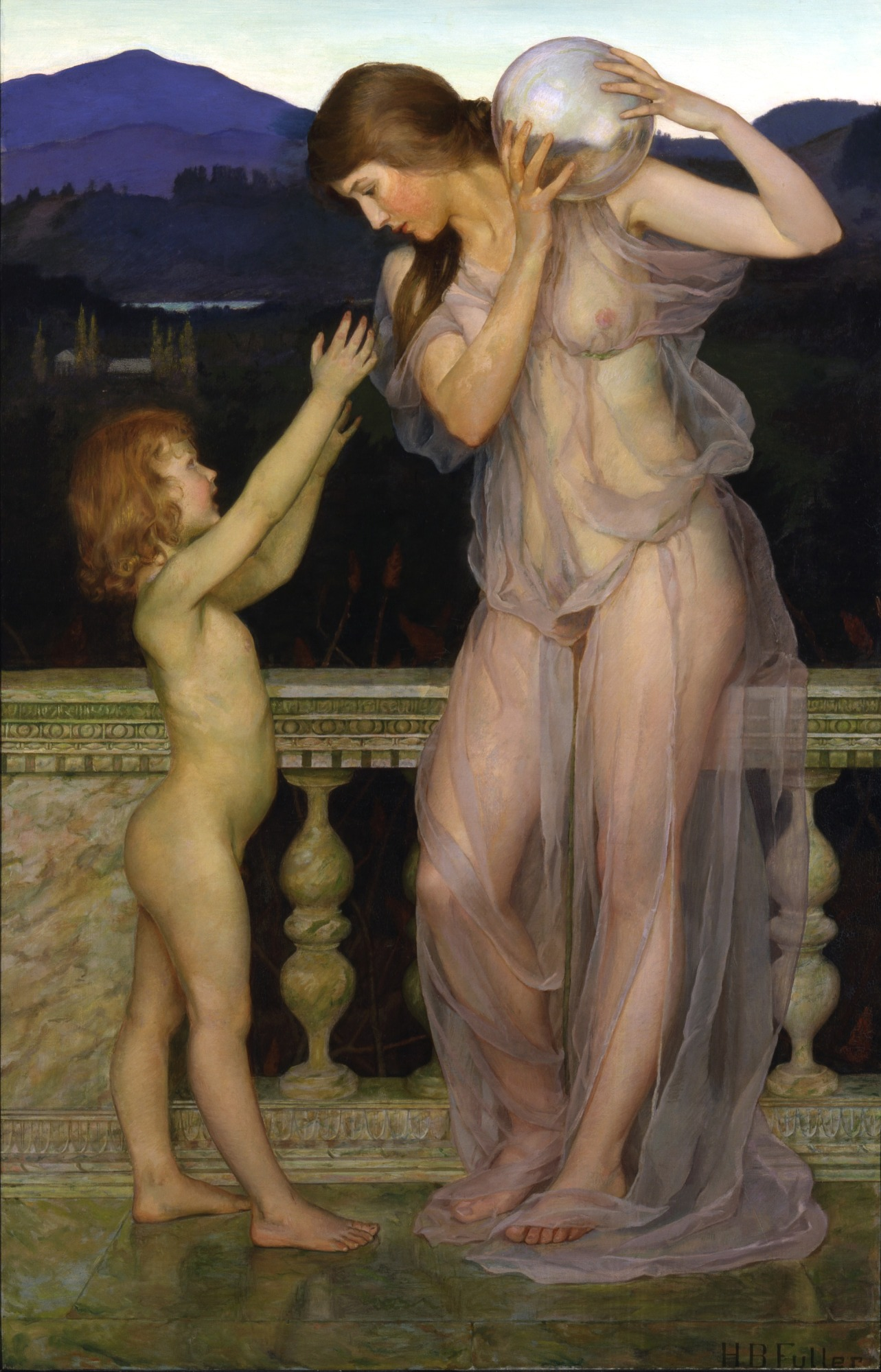
Illusioni, 1910